# Тростниковые ужи Яна
Тростниковые ужи Яна (лат. Pseudorabdion) — род ужеобразных змей из подсемейства Calamariinae. Представители этого рода обитают в Юго-Восточной Азии.

## Этимология
Научное название рода Pseudorabdion происходит от сочетания др.-греч. ψευδος — ложный и научного названия рода Rabdion Duméril, 1853.

## Виды
Род включает 15 видов:
- Pseudorabdion albonuchalis (Günther, 1896)
- Pseudorabdion ater (Taylor, 1922)
- Pseudorabdion collaris (Mocquard, 1892)
- Pseudorabdion eiselti Inger & Leviton, 1961
- Pseudorabdion longiceps (Cantor, 1847)
- Pseudorabdion mcnamarae (Taylor, 1917)
- Pseudorabdion modiglianii Giu. Doria & Petri, 2010
- Pseudorabdion montanum Leviton & W.C. Brown, 1959
- Pseudorabdion oxycephalum (Günther, 1858)
- Pseudorabdion sarasinorum (F. Müller, 1895)
- Pseudorabdion saravacense (Shelford, 1901)
- Pseudorabdion sirambense Doria & Petri, 2010
- Pseudorabdion talonuran R.M. Brown, Leviton & Sison, 1999
- Pseudorabdion taylori Leviton & W.C. Brown, 1959
- Pseudorabdion torquatum A.M.C. Duméril, Bibron & A.H.A. Duméril, 1854